# 레오노르 바렐라
레오노르 바렐라 팔마(스페인어: Leonor Varela Palma , 1972년 12월 29일 ~ )는 칠레의 배우이다.

## 출연 작품
- 블레이드2
- 라이드: 나에게로의 여행 - 다니엘 역
- 어 파인 스텝
- 캡티브 - 카르멘 산도발 상사 역
- 어 리틀 썸씽 포 유어 버스데이 - 비앙카 역